# Le Châtelard (Saboia)
Le Châtelard é uma comuna francesa na região administrativa de Auvérnia-Ródano-Alpes, no departamento da Saboia. Estende-se por uma área de 18 km². Em 2010 a comuna tinha 713 habitantes (densidade: 39,6 hab./km²).